# Audiatur et altera pars
La locuzione latina audiatur et altera pars (si ascolti anche l'altra parte) o audi alteram partem (ascolta l'altra parte) racchiude un fondamentale principio dell'ordinamento giuridico, meglio noto come principio del contraddittorio.

## Nella civiltà giuridica
Il principio è espressamente previsto nell'ordinamento italiano dal codice di procedura civile all'art. 101 in virtù del quale "Il giudice, salvo che la legge disponga altrimenti, non può statuire sopra alcuna domanda, se la parte contro la quale è proposta non è stata regolarmente citata e non è comparsa".
Il principio del contraddittorio, in particolare nel processo penale, risponde all'esigenza di garantire il rispetto del diritto inviolabile alla difesa previsto nell'ordinamento italiano dall'art. 24, comma 2°, Cost., e dei principi del "giusto processo" di cui all'art. 111, comma 2°, Cost., in base al quale ogni processo deve svolgersi nel contraddittorio tra le parti ed in condizioni di parità.

## Nella cultura di massa
La locuzione corrisponde al modo di dire espresso popolarmente dal sintagma: "sentire l'altra campana".